# 1980-as labdarúgó-Európa-bajnokság (selejtező – 4. csoport)
Az 1980-as labdarúgó-Európa-bajnokság selejtezőjének 4. csoportjának mérkőzéseit tartalmazó lapja. A csoportban az NDK, Izland, Hollandia, Lengyelország és Svájc szerepelt. A csapatok körmérkőzéses, oda-visszavágós rendszerben játszottak egymással.
A csoportelső Hollandia kijutott az 1980-as labdarúgó-Európa-bajnokságra.

## Tabella
| Hely. | Csapat        | M | Gy | D | V | G+ | G– | Gk  | P  | Továbbjutás                            |     | Hollandia | Lengyelország | Német Demokratikus Köztársaság | Svájc | Izland |
| ----- | ------------- | - | -- | - | - | -- | -- | --- | -- | -------------------------------------- | --- | --------- | ------------- | ------------------------------ | ----- | ------ |
| 1.    | Hollandia     | 8 | 6  | 1 | 1 | 20 | 6  | +14 | 13 | Kijutott az 1980-as Európa-bajnokságra |     | —         | 1–1           | 3–0                            | 3–0   | 3–0    |
| 2.    | Lengyelország | 8 | 5  | 2 | 1 | 13 | 4  | +9  | 12 |                                        |     | 2–0       | —             | 1–1                            | 2–0   | 2–0    |
| 3.    | NDK           | 8 | 5  | 1 | 2 | 18 | 11 | +7  | 11 |                                        | 2–3 | 2–1       | —             | 5–2                            | 3–1   |        |
| 4.    | Svájc         | 8 | 2  | 0 | 6 | 7  | 18 | −11 | 4  |                                        | 1–3 | 0–2       | 0–2           | —                              | 2–0   |        |
| 5.    | Izland        | 8 | 0  | 0 | 8 | 2  | 21 | −19 | 0  |                                        | 0–4 | 0–2       | 0–3           | 1–2                            | —     |        |

## Mérkőzések
Az időpontok helyi idő szerint értendők.
| 1978. szeptember 6. 18:15 |

| Izland | 0–2               | Lengyelország      |
| ------ | ----------------- | ------------------ |
|        | (0–1) Jegyzőkönyv | Kusto 24' Lato 85' |

| Laugardalsvöllur, Reykjavík Nézőszám: 6594 Játékvezető: Thomas Perry (északír) |

| 1978. szeptember 20. 20:00 |

| Hollandia                                       | 3–0               | Izland |
| ----------------------------------------------- | ----------------- | ------ |
| Krol 31' Brandts 53' Rensenbrink 63' (11-esből) | (1–0) Jegyzőkönyv |        |

| De Goffert, Nijmegen Nézőszám: 13 113 Játékvezető: Anders Mattsson (finn) |

| 1978. október 4. 17:00 |

| NDK                                | 3–1               | Izland                   |
| ---------------------------------- | ----------------- | ------------------------ |
| Peter 6' Riediger 29' Hoffmann 72' | (2–0) Jegyzőkönyv | Pétursson 14' (11-esből) |

| Kurt-Wabbel-Stadion, Halle Nézőszám: 9084 Játékvezető: Thomas Henry Charles Reynolds (walesi) |

| 1978. október 11. 20:15 |

| Svájc      | 1–3               | Hollandia                           |
| ---------- | ----------------- | ----------------------------------- |
| Tanner 32' | (1–1) Jegyzőkönyv | Wildschut 19' Brandts 67' Geels 90' |

| Wankdorfstadion, Bern Nézőszám: 20 732 Játékvezető: César Correia Diaz da Luz (portugál) |

| 1978. november 15. 20:00 |

| Hollandia                                   | 3–0               | NDK |
| ------------------------------------------- | ----------------- | --- |
| Kische 18' (öngól) Geels 72' (11-esből) 88' | (1–0) Jegyzőkönyv |     |

| Feyenoord Stadion, Rotterdam Nézőszám: 38 000 Játékvezető: Ulf Eriksson (svéd) |

| 1978. november 15. 17:00 |

| Lengyelország        | 2–0               | Svájc |
| -------------------- | ----------------- | ----- |
| Boniek 39' Ogaza 58' | (1–0) Jegyzőkönyv |       |

| Olimpijski, Wrocław Nézőszám: 27 576 Játékvezető: Franz Wöhrer (osztrák) |

| 1979. március 28. 20:00 |

| Hollandia                      | 3–0               | Svájc |
| ------------------------------ | ----------------- | ----- |
| Kist 55' Metgod 84' Peters 89' | (0–0) Jegyzőkönyv |       |

| Philips Stadion, Eindhoven Nézőszám: 21 674 Játékvezető: John Hunting (angol) |

| 1979. április 18. 17:00 |

| NDK                       | 2–1               | Lengyelország |
| ------------------------- | ----------------- | ------------- |
| Streich 50' Lindemann 63' | (0–1) Jegyzőkönyv | Boniek 8'     |

| Zentralstadion, Lipcse Nézőszám: 55 000 Játékvezető: Eldar Azim-Zade (szovjet) |

| 1979. május 2. 17:15 |

| Lengyelország                   | 2–0               | Hollandia |
| ------------------------------- | ----------------- | --------- |
| Boniek 19' Mazur 64' (11-esből) | (1–0) Jegyzőkönyv |           |

| Silesian Stadium, Chorzów Nézőszám: 85 000 Játékvezető: Robert Wurtz (francia) |

| 1979. május 5. 17:30 |

| Svájc | 0–2               | NDK                       |
| ----- | ----------------- | ------------------------- |
|       | (0–1) Jegyzőkönyv | Lindemann 45' Streich 90' |

| Espenmoos Stadium, St. Gallen Nézőszám: 7486 Játékvezető: Augusto Lamo Castillo (spanyol) |

| 1979. május 22. 18:15 |

| Svájc                         | 2–0               | Izland |
| ----------------------------- | ----------------- | ------ |
| Herbert Hermann 27' Zappa 53' | (1–0) Jegyzőkönyv |        |

| Wankdorfstadion, Bern Nézőszám: 20 234 Játékvezető: Albert Victor (luxemburgi) |

| 1979. június 9. 14:00 |

| Izland          | 1–2               | Svájc                       |
| --------------- | ----------------- | --------------------------- |
| Guðlaugsson 49' | (0–0) Jegyzőkönyv | Ponte 59' Heinz Hermann 61' |

| Laugardalsvöllur, Reykjavík Nézőszám: 10 469 Játékvezető: Edward A. Farrell (ír) |

| 1979. szeptember 5. 18:30 |

| Izland | 0–4               | Hollandia                                         |
| ------ | ----------------- | ------------------------------------------------- |
|        | (0–0) Jegyzőkönyv | Metgod 48' W. van de Kerkhof 71' Nanninga 73' 87' |

| Laugardalsvöllur, Reykjavík Nézőszám: 6200 Játékvezető: Clive Thomas (walesi) |

| 1979. szeptember 12. 18:15 |

| Izland | 0–3               | NDK                                  |
| ------ | ----------------- | ------------------------------------ |
|        | (0–0) Jegyzőkönyv | Weber 66' (11-esből) 73' Streich 80' |

| Laugardalsvöllur, Reykjavík Nézőszám: 9162 Játékvezető: Svein Inge Thime (norvég) |

| 1979. szeptember 12. 20:15 |

| Svájc | 0–2               | Lengyelország    |
| ----- | ----------------- | ---------------- |
|       | (0–1) Jegyzőkönyv | Terlecki 34' 63' |

| Stade Olympique de la Pontaise, Lausanne Nézőszám: 22 363 Játékvezető: Otto Anderco (román) |

| 1979. szeptember 26. 17:45 |

| Lengyelország | 1–1               | NDK        |
| ------------- | ----------------- | ---------- |
| Wieczorek 77' | (0–0) Jegyzőkönyv | Häfner 62' |

| Silesian Stadium, Chorzów Nézőszám: 70 000 Játékvezető: Patrick Partridge |

| 1979. október 10. 17:45 |

| Lengyelország            | 2–0               | Izland |
| ------------------------ | ----------------- | ------ |
| Ogaza 55' 74' (11-esből) | (0–0) Jegyzőkönyv |        |

| Wisła Stadium, Krakkó Nézőszám: 13 352 Játékvezető: Henning Lund-Sørensen (dán) |

| 1979. október 13. 14:00 |

| NDK                                          | 5–2               | Svájc                    |
| -------------------------------------------- | ----------------- | ------------------------ |
| Weber 1' Hoffmann 11' 75' 80' Schnuphase 26' | (3–1) Jegyzőkönyv | Barberis 19' Pfister 72' |

| Stadion der Weltjugend, Kelet-Berlin Nézőszám: 32 406 Játékvezető: Robert Wurtz (francia) |

| 1979. október 17. 20:00 |

| Hollandia   | 1–1               | Lengyelország |
| ----------- | ----------------- | ------------- |
| Stevens 65' | (0–1) Jegyzőkönyv | Rudy 39'      |

| Olimpiai Stadion, Amszterdam Nézőszám: 54 000 Játékvezető: Paolo Casarin (olasz) |

| 1979. november 21. 17:00 |

| NDK                                   | 2–3               | Hollandia                                   |
| ------------------------------------- | ----------------- | ------------------------------------------- |
| Schnuphase 17' Streich 33' (11-esből) | (1–1) Jegyzőkönyv | Thijssen 45' Kist 50' W. van de Kerkhof 67' |

| Zentralstadion, Lipcse Nézőszám: 92 000 Játékvezető: António Garrido (portugál) |